# Aluminiumoleat
Aluminiumoleat är en vit eller gulaktig, genomskinlig hartsartad massa, som är lättlöslig i terpentin, etanol eller eter. Ämnet framställes genom en utfällning i en lösning av kalium och en lösning av spansk såpa.
Aluminiumoleat kan användas till korrosionsskydd av metallföremål eller för impregnering av tyger för att göra dem vattentäta. Användning vid antiseptisk behandling av vissa hudsjukdomar kan också förekomma.